# Vennbahn (Radweg)
Der Vennbahnradweg ist ein grenzüberschreitender Fernradweg zwischen Deutschland, Belgien und Luxemburg, der auf der Trasse der zur Zeit Preußens entstandenen, ab 2002 stillgelegten und abgebauten Vennbahn über rund 125 km von Aachen durch den Naturpark Hohes Venn-Eifel und die Ardennen nach Ulflingen (frz.: Troisvierges) verläuft. Er ist Teil des RAVeL-Netzes (frz.: Réseau Autonome de Voies Lentes), einem Wegenetz für Wanderer, Reiter und Radfahrer in der belgischen Wallonie, das im Oktober 1995 ins Leben gerufen wurde. Im deutschsprachigen Raum erhielt der Wander- und Radweg den Namen Vennbahn und ist in seiner Gesamtlänge als Premiumradweg eingestuft.
Der Bahntrassen-Rad- und Wanderweg wird auch von zahlreichen Skatern genutzt, und die Anrainergemeinden versprechen sich für die Zukunft eine Steigerung des lokalen Tourismus. Dies wird dadurch unterstützt, dass bereits einige ehemalige Bahnhofsgebäude zu Raststätten umgebaut worden sind, Hotels und Pensionen sich auf Tagestouristen einrichten und lokal der öffentliche Personennahverkehr sogenannte Fahrradbusse als Pendelverkehr zur Verfügung stellt. Im Laufe des Jahres 2013 wurden zwischen Roetgen und Kalterherberg noch sieben Stahlhäuschen im Aussehen eines „Verlorenen Waggons“ aufgebaut, die als Wetterschutz oder Rastplatz gedacht sind. Im Bereich der Wallonie wurden z. T. die noch existierenden Wartehäuschen der Eisenbahn erhalten und mitunter liebevoll gepflegt (siehe Faymonville).

## Entwicklung und Verlauf
Nachdem Belgien den Zugverkehr auf der Vennbahn stillgelegt hatte, wurde zum Erhalt und einer weiteren Nutzung der Trasse eine alternative, touristische Nutzung gesucht. Es entstand durch die Zusammenarbeit der Euregio Maas-Rhein und der Großregion Saar-Lor-Lux im Interreg-Projekt IVA die Vennbahnroute als der längste grenzüberschreitende, zusammenhängende Rad- und Wanderweg Europas auf stillgelegten Eisenbahntrassen. Die Gesamtkosten wurden 2012 auf 13,6 Mio. Euro geschätzt. Finanziell beteiligt waren im Wesentlichen die EU, Deutschland, Belgien (Wallonie und die deutschsprachige Gemeinschaft), Luxemburg sowie diverse Gemeinden und Unternehmen.
Die Strecke zwischen Aachen und Schmithof (Grenze) liegt in Deutschland; etwa ab der Grenze nordwestlich von Roetgen bis Grenze Kalterherberg führt die Trasse zwar teilweise durch Deutschland, ist aber belgisches Staatsgebiet. Im Bereich der Wallonie führt sie durch mehrere Sprachräume:
- Gemeinden in der französischen Gemeinschaft Belgiens mit Spracherleichterungen für Deutschsprachige
- Gemeinden in der deutschsprachigen Gemeinschaft Belgiens mit Spracherleichterungen für Französischsprachige.

Französische (hellgrau) und deutschsprachige Gemeinschaft (gelb)

Bei der ehemaligen Exklave Hemmeres verlässt der Vennbahn-Radweg vorübergehend die Trasse und das belgische Hoheitsgebiet und führt für wenige 100 m wieder durch Deutschland. Die Strecke zwischen Lengeler (ab Tunnel Wilwerdingen) bis Ulflingen gehört zu Luxemburg.
Der Vennbahn Rad-/Wanderweg ist überwiegend auf der Bahntrasse und stellenweise ungefähr parallel daneben. Belgien arbeitete den auf der Vennbahntrasse verlaufenden Radweg von Raeren über Kalterherberg Sourbrodt, Waimes bis St. Vith als Linie 48 und die Strecke St. Vith-Oudler-Ulflingen als Linie 47 ins RAVeL-Netz ein.
Der Radweg führt von Aachen über Monschau, Waimes und Sankt Vith bis ins luxemburgische Troisvierges (dt. Ulflingen) über insgesamt 130 Kilometer mit eisenbahntypisch sehr geringen Steigungen mit Ausnahme der 12 %-Steigung im Verlauf der dauerhaften Umleitung am Tunnel Wilwerdingen nahe dem belgischen Ort Lengeler und der luxemburgischen Grenze. Sourbrodt ist der höchstgelegene Ort auf der Strecke.
Nachdem auf deutscher Seite die Strecke bis Walheim bereits im Jahr 2008 fertiggestellt worden war, sollten die durch das Gebiet der Städteregion Aachen führenden Teilstücke ursprünglich schon 2011 fertiggestellt werden. Beim Abschnitt Roetgen – Lammersdorf konnte aber erst Ende 2010 mit Vorarbeiten begonnen werden, die Abschnitte Walheim – Roetgen und Lammersdorf – Kalterherberg folgten. Auf letzterem Abschnitt waren es im Besonderen die Birkhuhnvorkommen, die die Verzögerung verursachten.
Probleme gab es ferner auf deutschem Gebiet bei der Querung der stark befahrenen Bundesstraße 258, der der Sicherheit halber besondere Beachtung geschenkt werden musste. Zunächst wurde eine Brücke angedacht; man entschloss sich später für den Bau einer Unterführung. 
Auf belgischem Gebiet gab es eine Interessenkollision mit dem Naturschutz, da die Route zwischen Kalterherberg und Sourbrodt durch ein Natura-2000-Gebiet führt, in dem die sehr selten gewordenen Braunkehlchen brüten.
Deshalb wurde dort eine Ausweichtrasse gebaut und im Oktober 2013 freigegeben.
Zwischen Sankt Vith und Prüm gibt es seit Herbst 2007 den 37 km langen Eifel-Ardennen-Radweg auf der Trasse der früheren Westeifelbahn. Nahe der Grenze zwischen Deutschland und Luxemburg ist der Tunnel Wilwerdingen (790 m) bei Lengeler aus Umweltschutzgründen (Fledermaushöhle) gesperrt und wird nicht mehr instand gesetzt, was eine asphaltierte Umgehungsstrecke mit einer maximalen Steigung von 12 % (auf 1,3 km) erforderlich machte.
Die Gesamtstrecke wurde am 2. Juli 2013 offiziell eröffnet; die Gesamtkosten wurden mit 14,7 Mio. Euro beziffert.
Am 15. September 2013 wurde in Simmerath-Lammersdorf der letzte Abschnitt nach Kalterherberg offiziell eröffnet. Seit 2022 wird an der rund 8 km langen südlichen Fortsetzung der Vennbahnverlängerung (PC21) von Troisvierges nach Clerf parallel zur Bahnstrecke gearbeitet. Die Fertigstellung ist für Sommer 2024 geplant.

## Rechtliche Besonderheiten
Auf Vennbahn-Abschnitten auf deutschem Hoheitsgebiet gilt die deutsche Straßenverkehrsordnung und auf belgischem Hoheitsgebiet die belgische. Bei Unfällen oder medizinischen Notfällen kann man die Euronotruf-Nummer 112 anrufen. Auf deutschem Gebiet gibt es in regelmäßigen Abständen Rettungspunkte mit Kilometerangaben, Notrufnummer und einer weiteren Nummer, die Hinweise auf den Standort gibt. Von Aachen bis hinter Kalterherberg ist die Wahrscheinlichkeit sehr hoch, dass der Anruf per Handy-Netz zuerst bei einer deutschen Einsatzleitstelle eingeht. Diese informiert im Bedarfsfalle die belgische Leitstelle, wo ein deutschsprachiger Mitarbeiter sitzt. Dennoch fährt meist der deutsche Rettungsdienst zum Unfallort, weil dieser als erstes alarmiert wurde und oftmals auch als Erster vor Ort sein kann.
Die deutsche Polizei darf bei Unfallanzeigen oder Strafanzeigen auf belgischem Hoheitsgebiet nicht tätig werden.
Deutsches Zivilrecht wird angewendet, wenn auf der belgischen Trasse ein Unfall passiert und alle Beteiligten (Verunglückten) deutsche Staatsbürger sind.
Bei der Höhe des Schmerzensgeldes gibt es große Unterschiede in Belgien und Deutschland. Im Zweifelsfalle sollte ein Sachverständiger konsultiert werden.

## Anschlüsse (Auswahl)
An verschiedenen Knotenpunkten des Vennbahnradweges bestehen Anschlüsse sowohl zu weiteren Radfernwegen als auch zu lokalen Radwegnetzen, darunter:
- die Stolberger Vennbahnroute, 9,7 km, Stolberg (Altstadt)-Breinig-Kornelimünster-Abzw. Hahn, ehemals zweigleisiger Vennbahnast.[21]
- der Rurufer-Radweg, der von der Botrange kommend bei Kalterherberg den Vennbahnweg kreuzt und über Monschau, Heimbach, Jülich mit einer Gesamtlänge von 180 km nach Roermond verläuft.
- die Eifel-Höhen-Route, die mit einer Gesamtlänge von 230 km als Rundkurs von Blankenheim kommend die Anschlussstelle Kalterherberg kreuzt und bis Heimbach identisch mit dem Rurufer-Radweg ist, dann aber über Mechernich wieder nach Blankenheim zieht.
- der Eifel-Ardennen-Radweg, der bei St. Vith vom Vennbahnweg abzweigt und über Prüm und Gerolstein über eine Gesamtlänge von ca. 112 km zum Nürburgring verläuft.
- der RAVeL-Weg L45, der von Trois-Ponts kommend über Stavelot und Malmedy bis Waismes führt und dort auf den Vennbahnweg trifft[22]
- der RAVel-Weg L45a, der in Weywertz von der Vennbahn abzweigt und auf der Vennquerbahn zum Losheimergraben (Grenze) führt. Ab Grenze verläuft er auf der Bahntrasse weiter als Kyll-Radweg über Stadtkyll und Jünkerath mit Weiterführung nach Trier.
- der Ravel Weg L47A, der seit 2023 nun Born mit Vielsalm verbindet
- die Piste cyclable du Nord PC21, die in Huldange, einem Ortsteil der Gemeinde Troisvierges, beginnt und mit einer Gesamtlänge von 47 km über Clervaux nach Kautenbach verläuft.[23]

Bilder vom Vennbahnradweg
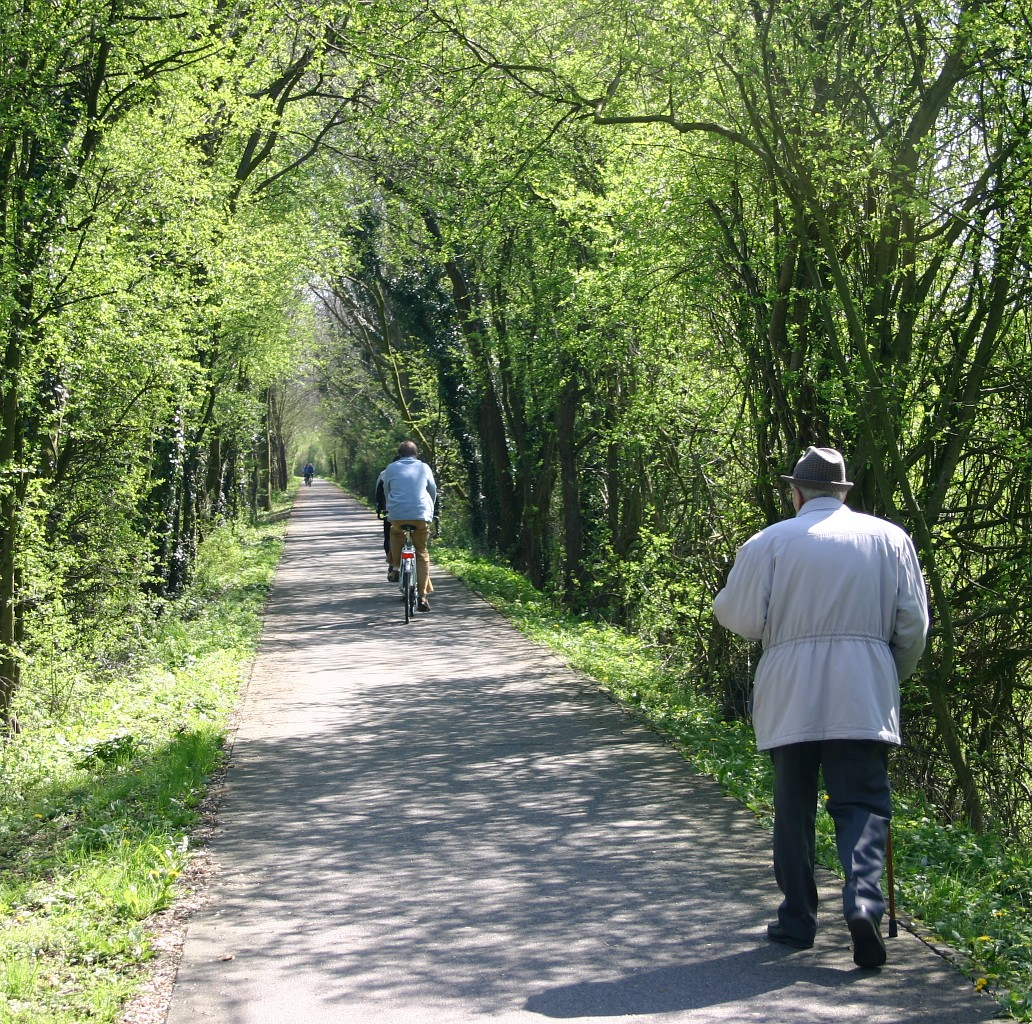
Vennbahnradweg bei Kornelimünster
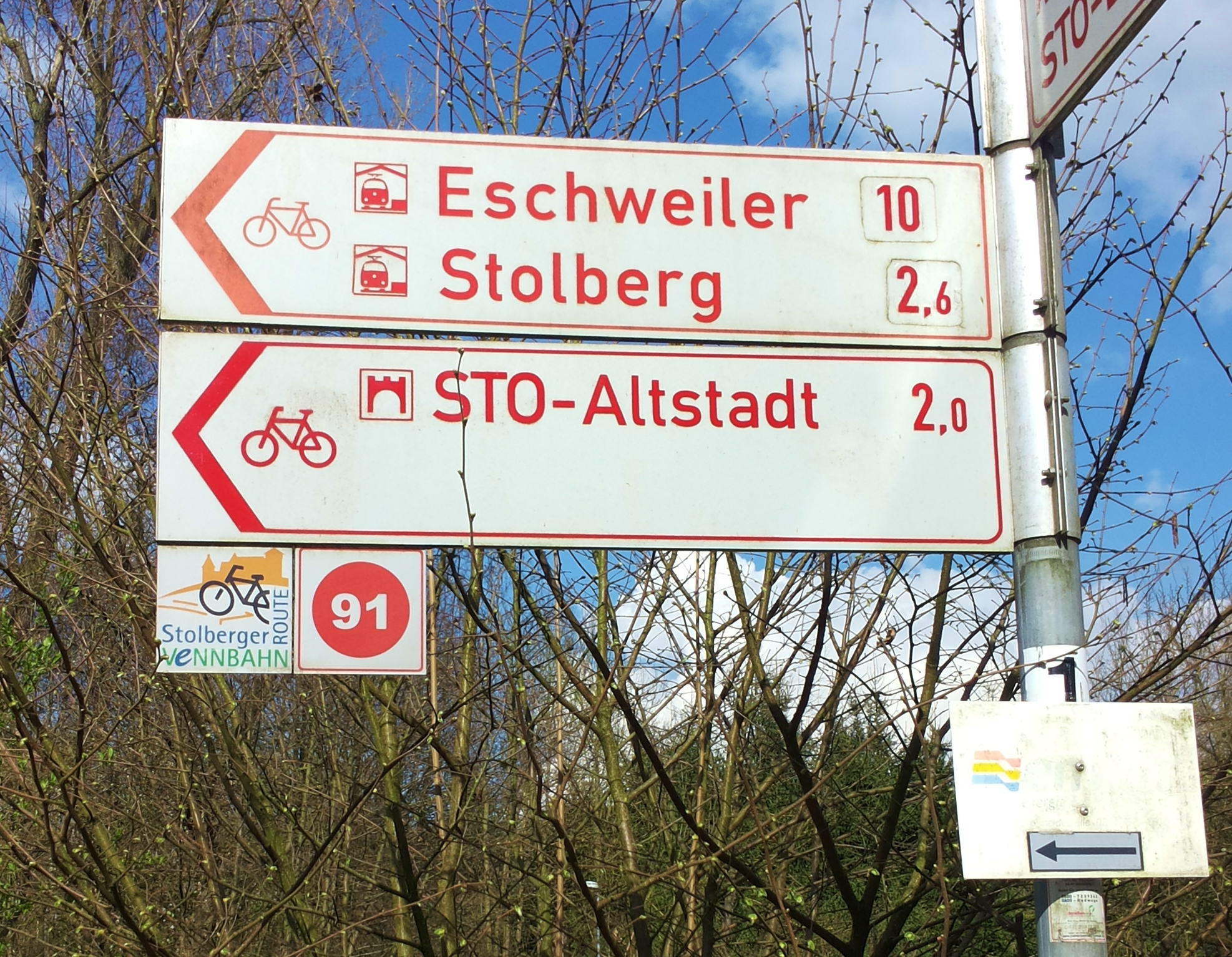
Vennbahnroute von/nach Stolberg
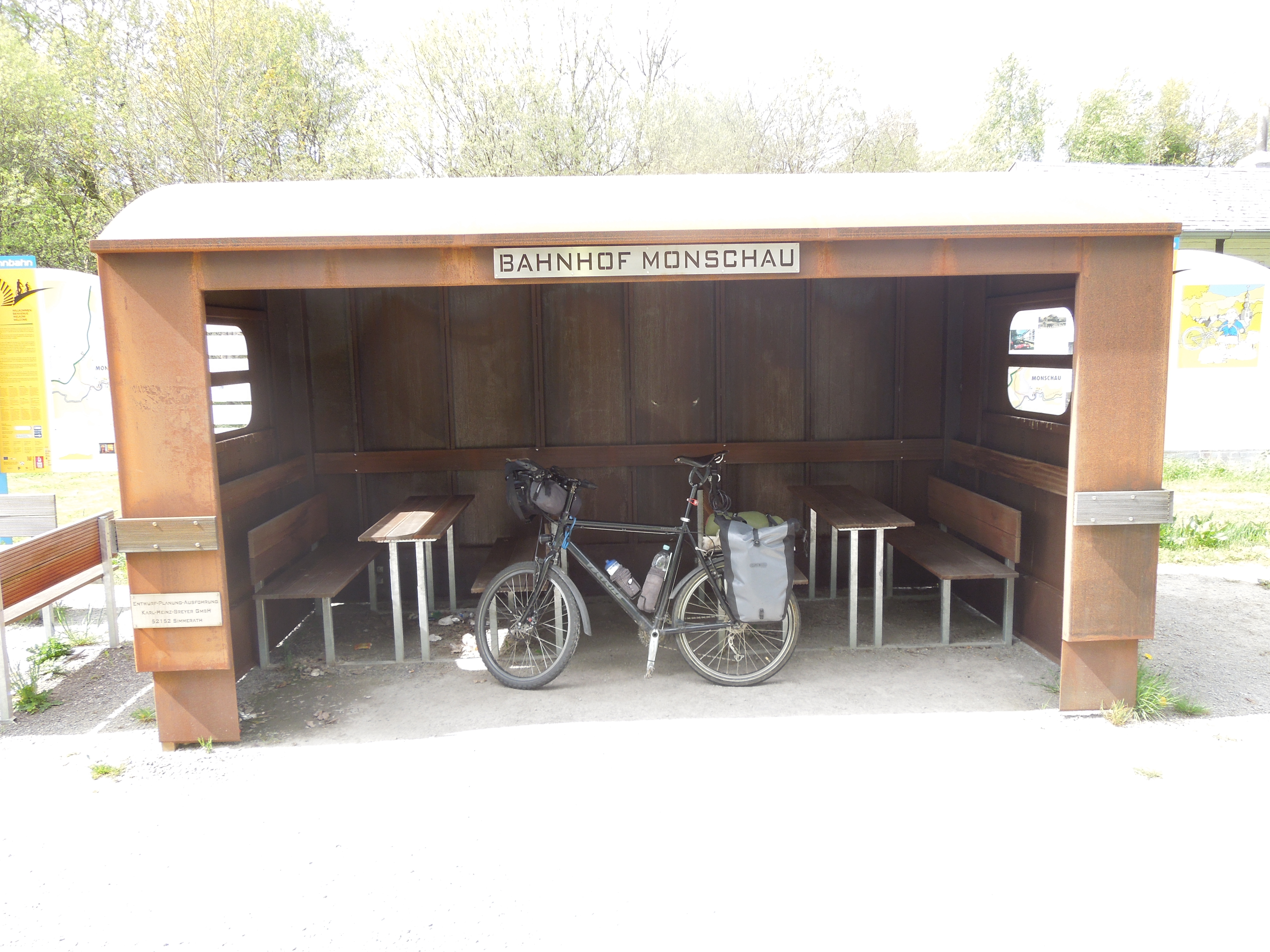
Vennbahn Rastplatz Monschau
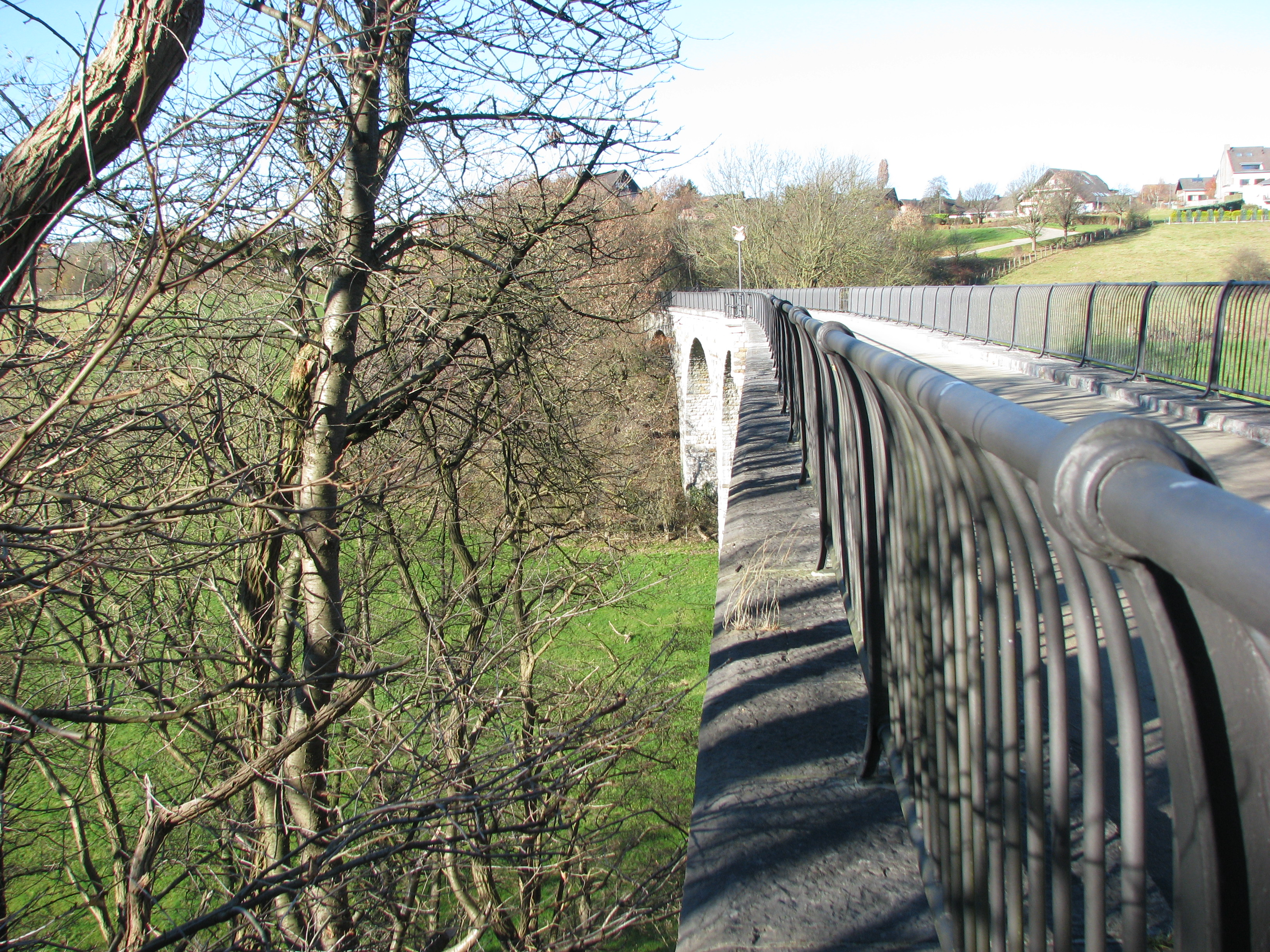
Rollefbachviadukt
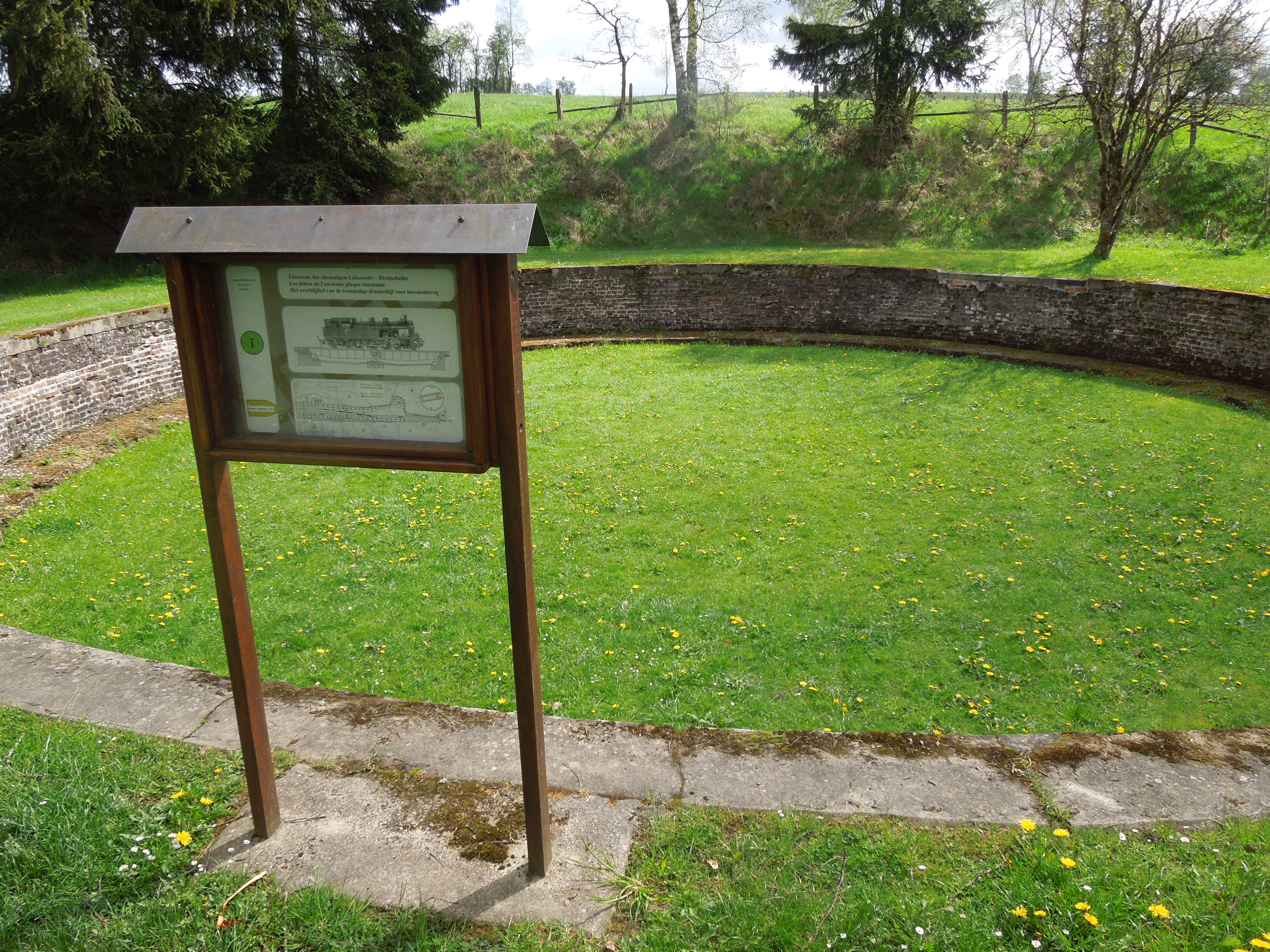
Vennbahn Überreste der ehemaligen Lokomotivdrehscheibe
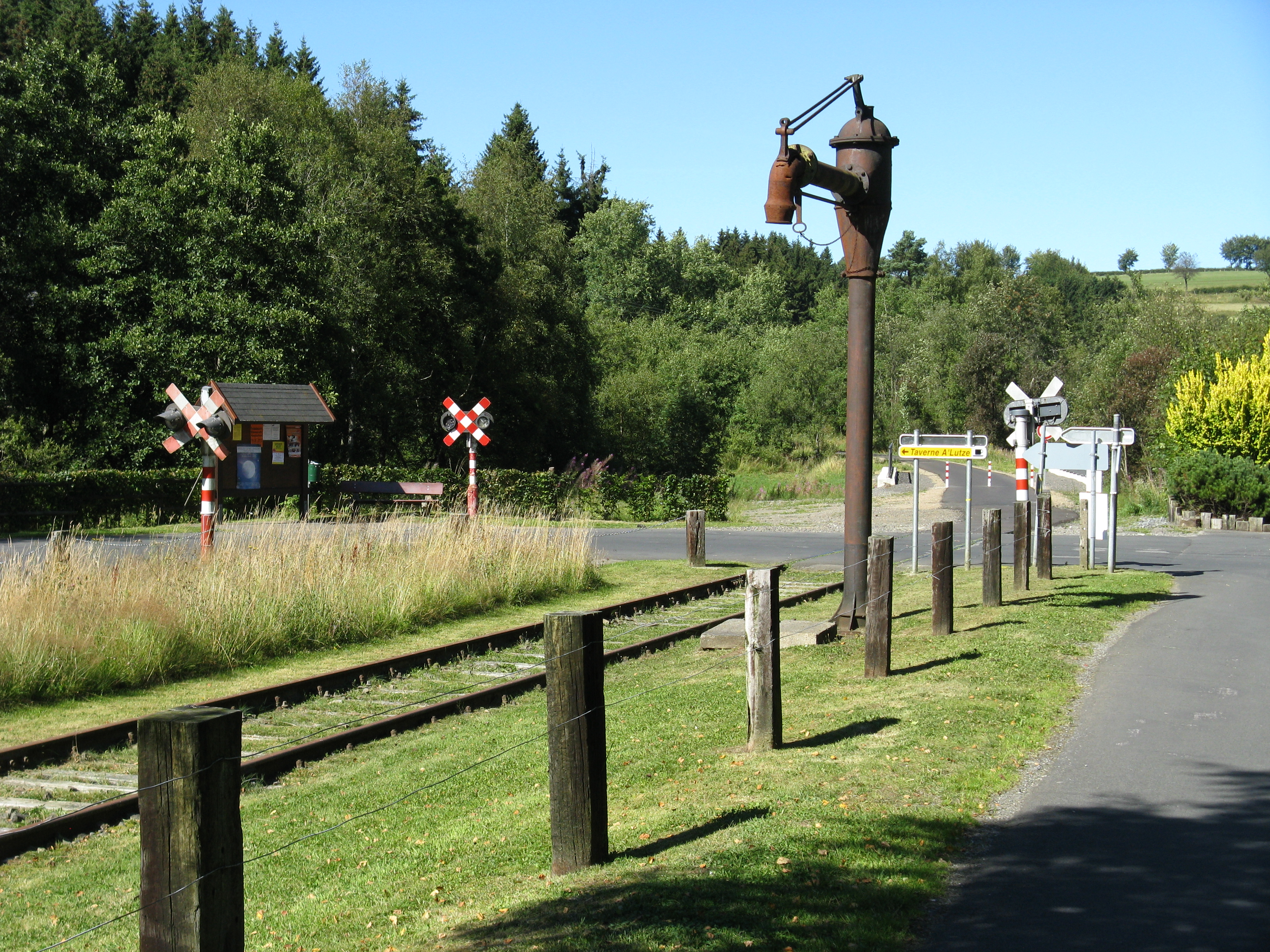
Vennbahnweg bei Kalterherberg während der Ausbauphase
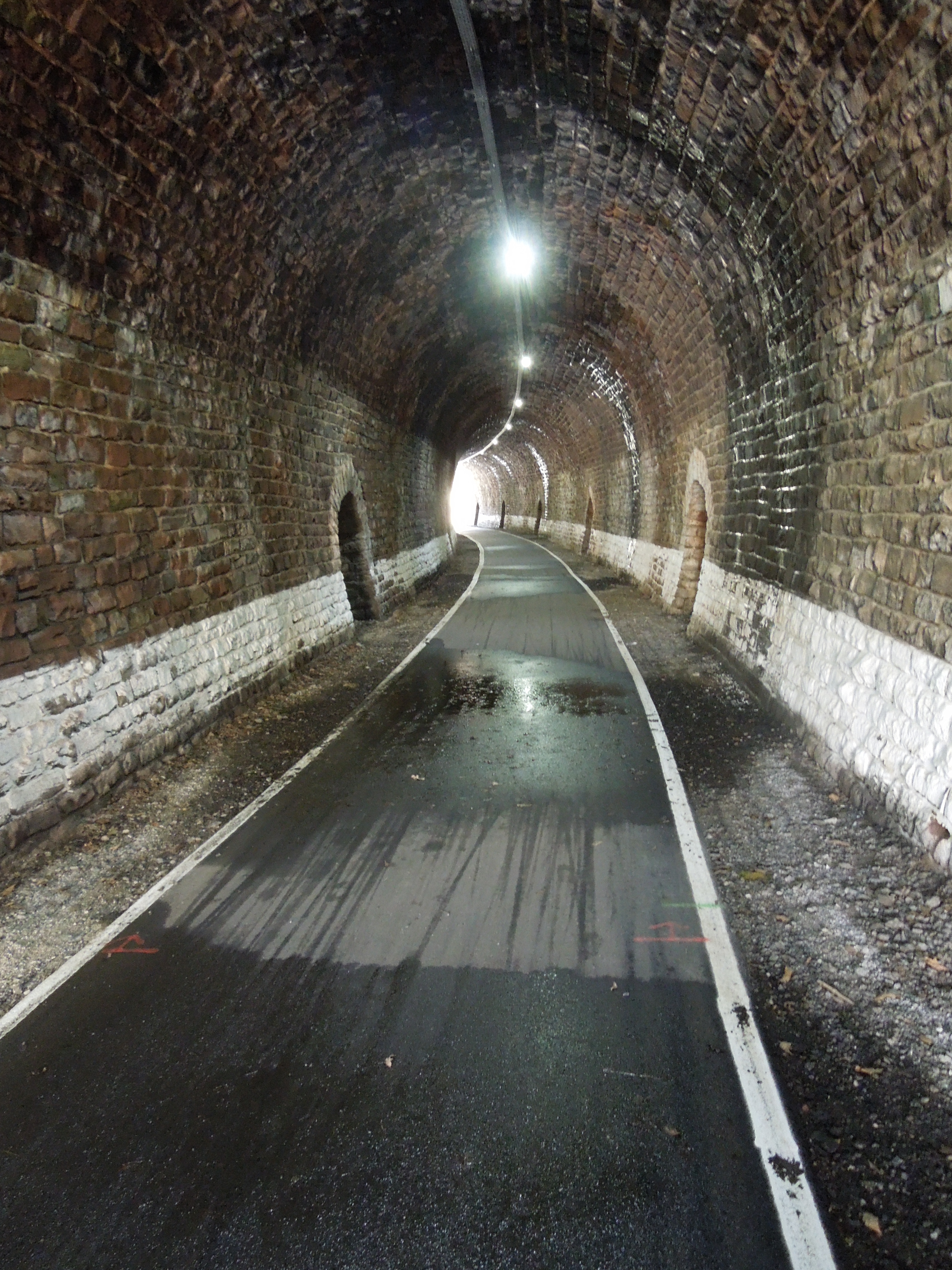
Ein Tunnel auf der Vennbahn
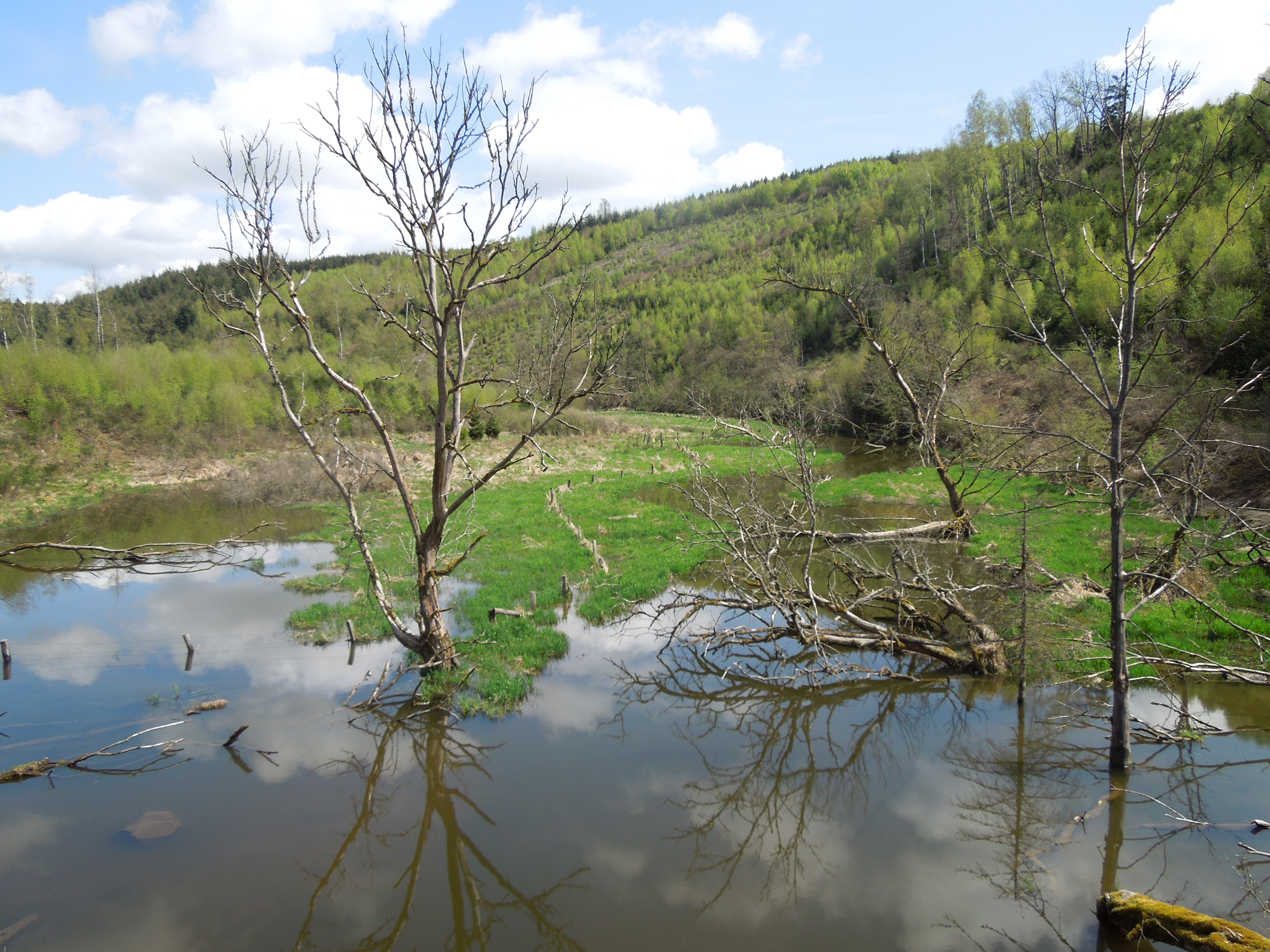
Ein Blick von der Trasse
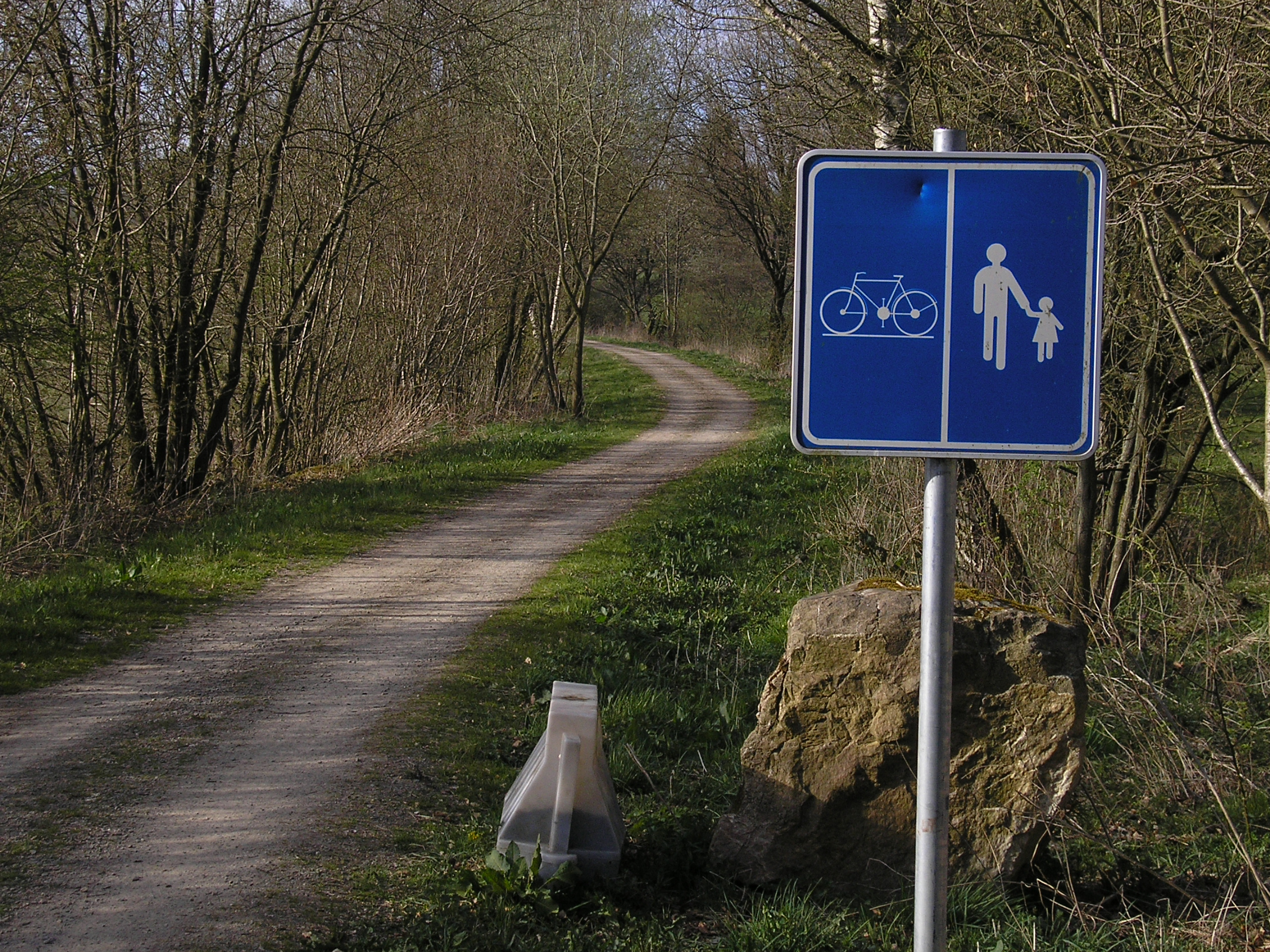
Vennbahnweg für Fußgänger und Radfahrer bei Ondenval (B)
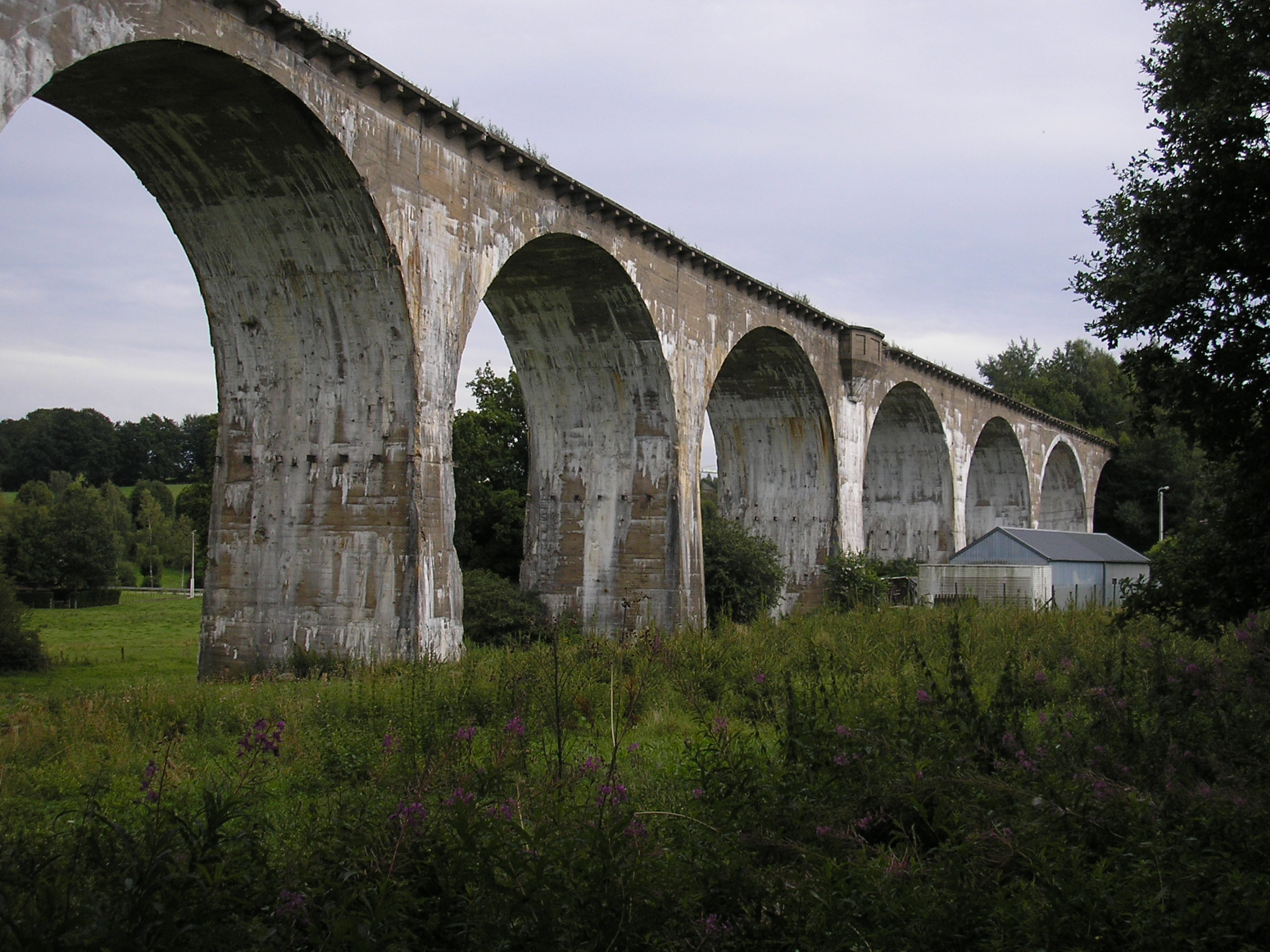
Amel-Born-Viadukt
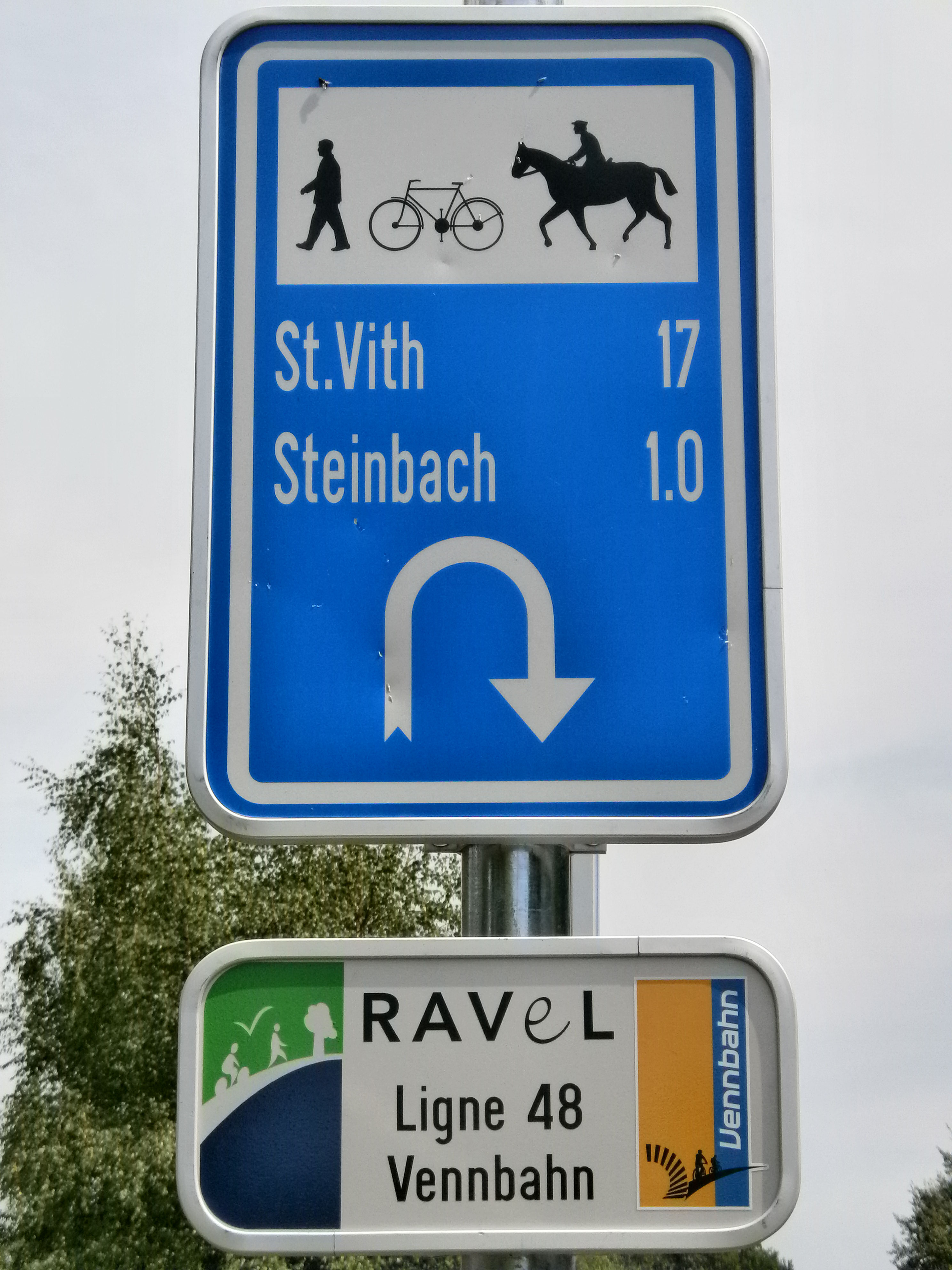
In Belgien als Wander-, Radweg und gebietsweise auch als Reitweg
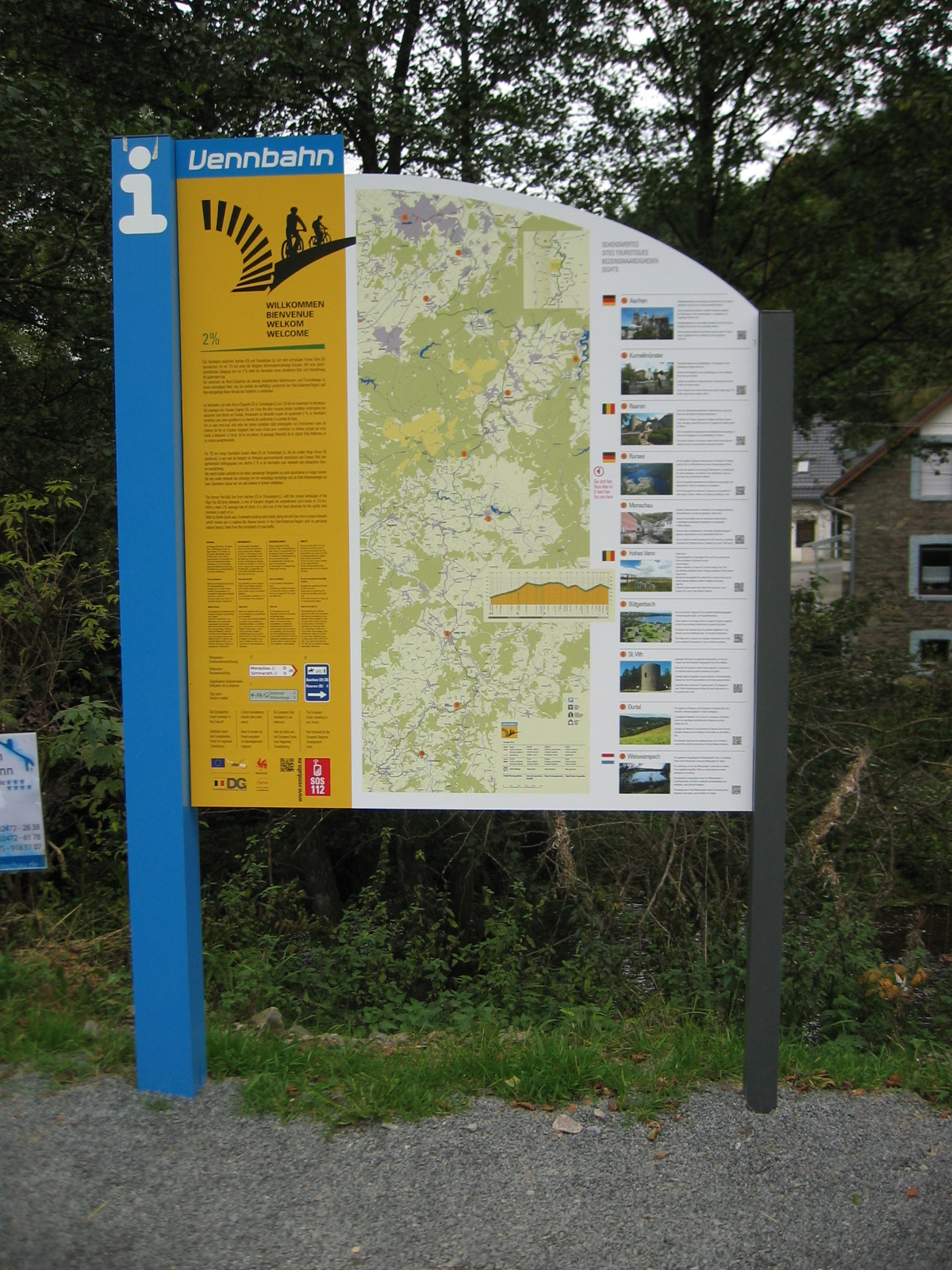
Hinweistafeln zur Geschichte der Vennbahn
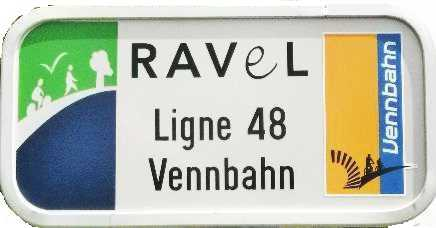
Vennbahnradweg Beschilderung auf dem Teilstück St. Vith-Aachen
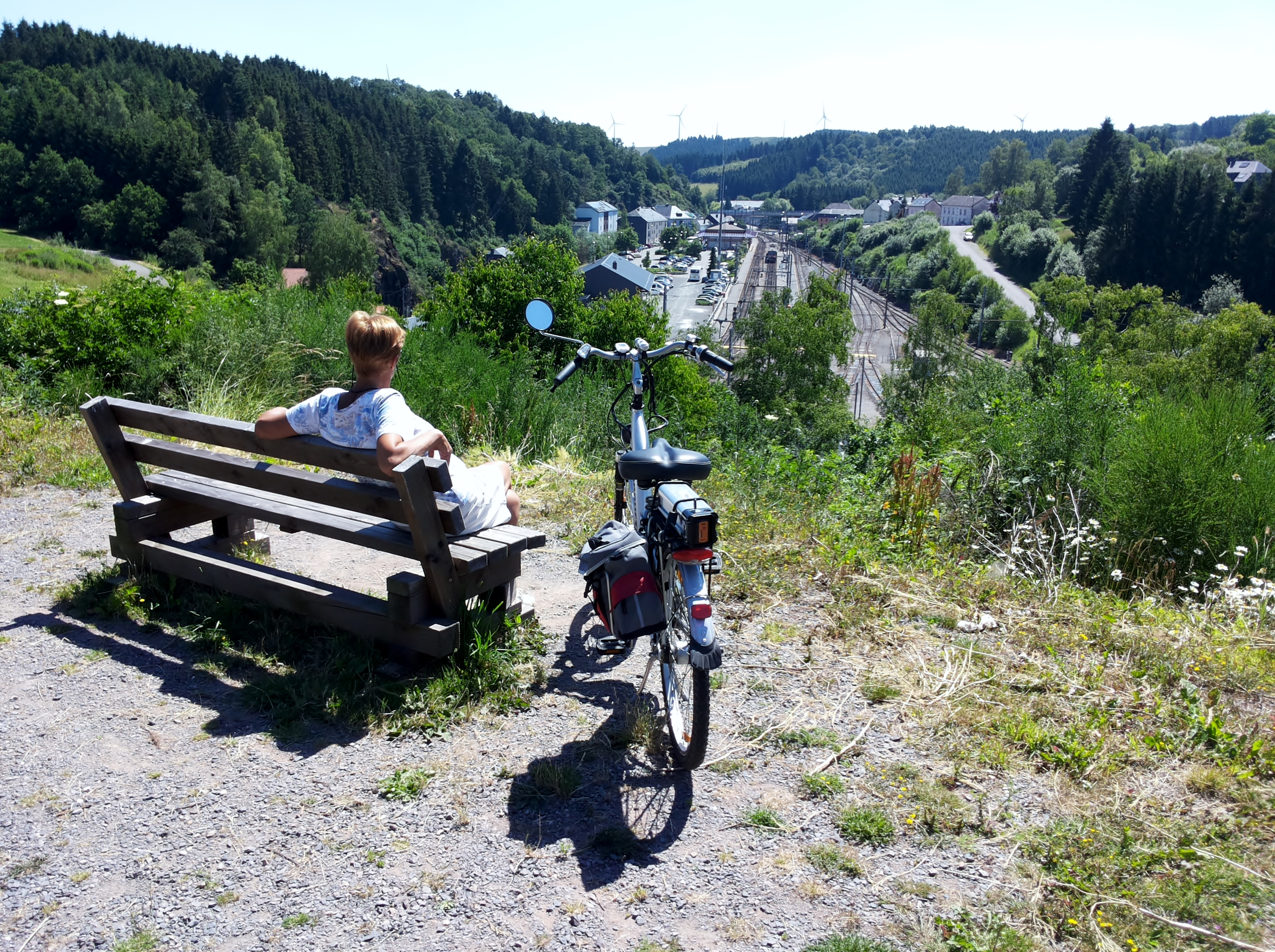
Blick zurück nach Bf. Ulflingen

## Auszeichnungen
- „European Greenways Award“ der European Greenways Association (September 2013)[24]
- „Radstrecke des Jahres 2014“ im Rahmen der „Fiets Awards“ (März 2014)[25]
- „Qualitätsroute mit vier Sternen“, verliehen auf der Internationalen Tourismus-Börse Berlin vom ADFC[26]
- „Excellent-Award in der Kategorie Region“ beim internationalen Filmwettbewerb „Das goldene Stadttor 2015“ für den Vennbahn-Film „A path of transmission“[27]